# Charles Gibson
Charles Gibson (...) è un effettista statunitense.

## Filmografia

### Effetti speciali
- L'ultimo attacco, regia di John Milius (1991)
- Babe - Maialino coraggioso, regia di Chris Noonan (1995)
- Kazaan - Il gigante rap, regia di Paul Michael Glaser (1996)
- Un topolino sotto sfratto, regia di Gore Verbinski (1997)
- Il miglio verde, regia di Frank Darabont (1999)
- Il dottor T & le donne, regia di Robert Altman (2000)
- The Majestic, regia di Frank Darabont (2001)
- The Ring, regia di Gore Verbinski (2002)
- Formula per un delitto, regia di Barbet Schroeder (2002)
- La maledizione della prima luna, regia di Gore Verbinski (2003)
- The Terminal, regia di Steven Spielberg (2004)
- The Weather Man - L'uomo delle previsioni, regia di Gore Verbinski (2005)
- Pirati dei Caraibi - La maledizione del forziere fantasma, regia di Gore Verbinski (2006)
- Pirati dei Caraibi - Ai confini del mondo, regia di Gore Verbinski (2007)
- Terminator Salvation, regia di McG (2009)
- Pirati dei Caraibi - Oltre i confini del mare, regia di Rob Marshall (2011)
- Hunger Games - Il canto della rivolta - Parte 1, regia di Francis Lawrence (2014)
- Hunger Games - Il canto della rivolta - Parte 2, regia di Francis Lawrence (2015)
- Aquaman, regia di James Wan (2018)

### Aiuto Regista
- Il miglio verde, regia di Frank Darabont (1999)
- Come cani & gatti, regia di Lawrence Guterman (2001)
- The Ring, regia di Gore Verbinski (2002)
- Looney Tunes: Back in Action, regia di Joe Dante (2003)
- Pirati dei Caraibi - La maledizione del forziere fantasma, regia di Gore Verbinski (2006)
- Pirati dei Caraibi - Ai confini del mondo, regia di Gore Verbinski (2007)
- Terminator Salvation, regia di McG (2009)
- Priest, regia di Scott Stewart (2011)
- Pirati dei Caraibi - Oltre i confini del mare, regia di Rob Marshall (2011)
- The Lone Ranger, regia di Gore Verbinski (2013)
- Hunger Games - Il canto della rivolta - Parte 2, regia di Francis Lawrence (2015)

## Riconoscimenti
Premio Oscar
- 1996 - Migliori effetti speciali per Babe - Maialino coraggioso
- 2004 - Nomination Migliori effetti speciali per Pirati dei Caraibi - La maledizione della prima luna
- 2007 - Migliori effetti speciali per Pirati dei Caraibi - La maledizione del forziere fantasma
- 2008 - Nomination Migliori effetti speciali per Pirati dei Caraibi - Ai confini del mondo